# کلیموفکا
کلیموفکا (به لاتین: Klimovka) یک منطقهٔ مسکونی در روسیه است که در استان آمور واقع شده‌است.